# 약제사

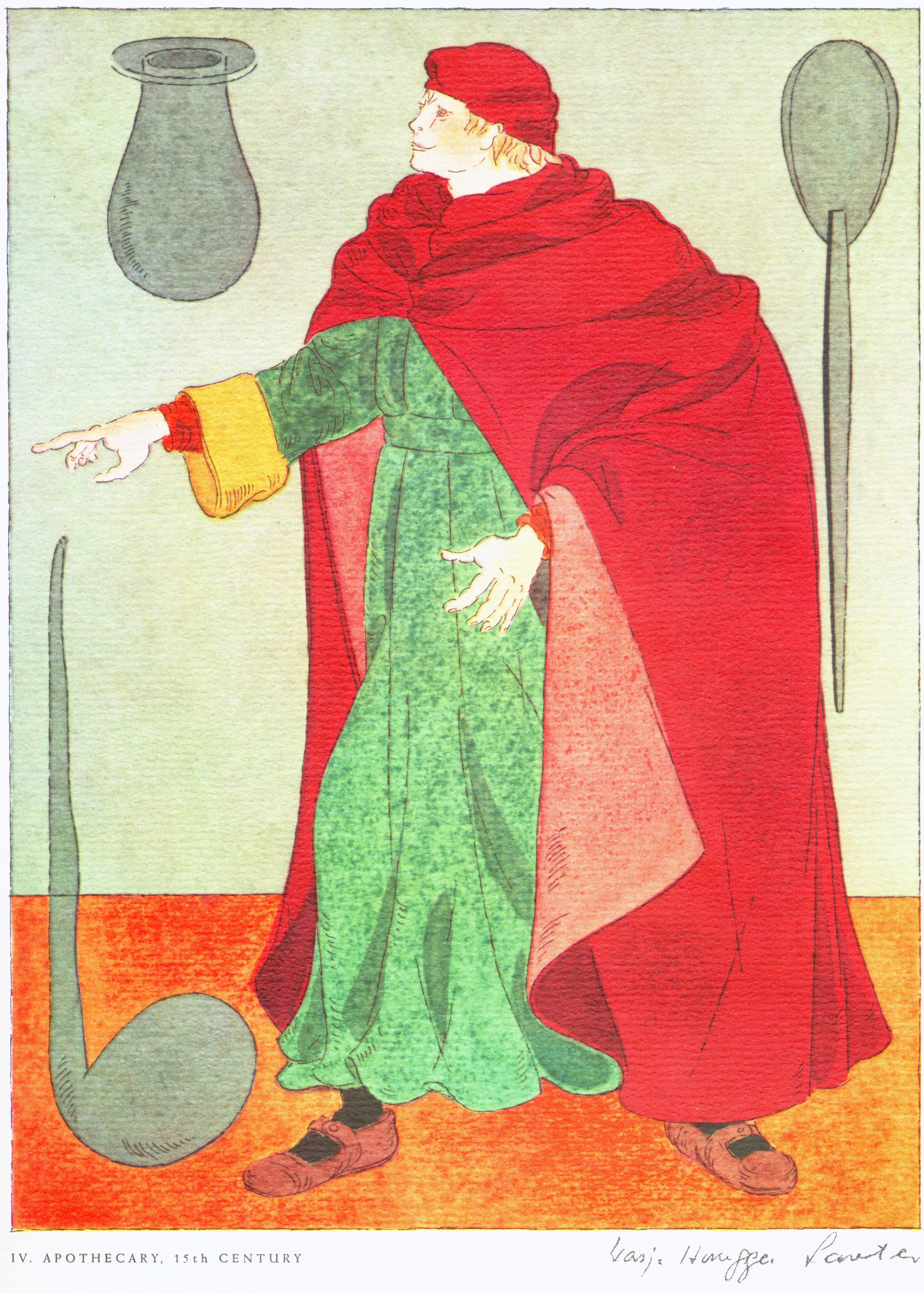
15세기 서양 약제사

약제사(藥劑師; 영어: Apothecary)는 과거에 의사와 환자에게 의약품을 제조해주던 의료인이다. 현재는 약사 및 한약사 등이 그 역할을 하고 있다.

## 역사

### 한국
의약분업이 이루어지지 않았던 과거에는 약에 관한 지식과 경험이 풍부한 사람이 의료에 종사했기 때문에, 의(醫)를 "약제사" 또는 "약사"라 칭하고 의료를 실시하는 직장 및 직제 등을 "내약국", "상약국", "선약", "약부", "약사주", "약색", "약원", "약원", "약의", "약장부", "약장승", "약전", "약점", "주약" 등으로 불렀다.
현대에 들어서도 1953년 약사법 제정 이전까지는 약사와 한약사를 "약제사"나 "조제사"라 부르기도 하였다.

## 같이 보기
- 연금술
- 약사